# Kīlān
Kīlān (persiska: كيلان) är en ort i Iran.   Den ligger i provinsen Teheran, i den centrala delen av landet, 70 km öster om huvudstaden Teheran. Kīlān ligger 1 722 meter över havet och antalet invånare är 3 038.
Terrängen runt Kīlān är kuperad. Runt Kīlān är det ganska glesbefolkat, med 23 invånare per kvadratkilometer. Kīlān är det största samhället i trakten. Trakten runt Kīlān består i huvudsak av gräsmarker.